# Convenção de Beberibe
| |  |                                                                               |
| Gervásio Pires foi aclamado presidente da chamada "Junta de Goiana", e assumiu o governo de Pernambuco. |  | Luís do Rego, o algoz da Revolução Pernambucana, retornou a Portugal em 1821. |

Convenção de Beberibe, episódio também conhecido como Movimento Constitucionalista de 1821, refere-se a um movimento armado que culminou com a expulsão dos exércitos portugueses de Pernambuco. Os conflitos marcam o início da Guerra da Independência do Brasil.

## O movimento
Pernambuco foi a primeira província brasileira a se separar do Reino de Portugal. No dia 29 de agosto de 1821, teve início um movimento armado contra o governo do capitão-general Luís do Rego Barreto — o algoz da Revolução Pernambucana —, culminando com a formação da Junta de Goiana, tornando-se vitorioso com a rendição das tropas portuguesas em capitulação assinada a 5 de outubro do mesmo ano, quando da Convenção de Beberibe, responsável pela expulsão dos exércitos portugueses do território pernambucano.
O Movimento Constitucionalista de 1821 é considerado o primeiro episódio da Independência do Brasil.